# 小塩隆士
小塩隆士（おしお たかし、1960年9月21日- ）は、日本の経済学者。一橋大学名誉教授、一橋大学経済研究所特任教授・元所長。厚生労働省中央社会保険医療協議会会長。
京都府生まれ。1983年東京大学教養学部国際関係論分科卒、イェール大学大学院経済学修士課程修了、2002年「教育の経済分析」で大阪大学より博士（国際公共政策）の学位を取得。経済企画庁勤務、1991年JPモルガン勤務、1994年立命館大学経済学部助教授、1999年東京学芸大学助教授、2004年神戸大学経済学研究科助教授、2005年教授、09年一橋大学経済研究所教授。2010年『再分配の厚生分析』で日経・経済図書文化賞受賞。2017年、一橋大学経済研究所長。2020年厚生労働省中央社会保険医療協議会会長、国立大学法人一橋大学学長補佐（社会科学高等研究院担当）。2024年一橋大学名誉教授、一橋大学経済研究所特任教授。

## 著書
- 『マーケットを動かす経済指標』日本経済新聞社 1994
- 『現代日本経済入門』中央経済社 1996
- 『社会保障の経済学』日本評論社 1998
- 『年金民営化への構想』日本経済新聞社 1998
- 『市場の声 政策評価機能発揮のために』中公新書　1999
- 『新・日銀ウォッチング』日本経済新聞社 2000
- 『Q&A経済のしくみ100の常識』日本経済新聞社 2001
- 『教育の経済分析』日本評論社 2002
- 『コア・テキスト財政学』新世社 ライブラリ経済学コア・テキスト&最先端 2002
- 『高校生のための経済学入門』ちくま新書　2002
- 『誰にも聞けなかった新聞によくでる経済データのよみかた』日本経済新聞社 2002　のち日経ビジネス人文庫
- 『教育を経済学で考える』日本評論社 2003
- 『人口減少時代の社会保障改革 現役層が無理なく支えられる仕組みづくり』日本経済新聞社 2005
- 『再分配の厚生分析 公平と効率を問う』日本評論社 2010
- 『効率と公平を問う』日本評論社 2012
- 『「幸せ」の決まり方 主観的厚生の経済学』日本経済新聞出版社 2014
- 『持続可能な社会保障へ』NTT出版 世界のなかの日本経済 不確実性を超えて 2014
- 『18歳からの社会保障読本 不安のなかの幸せをさがして』ミネルヴァ書房 叢書・知を究める 2015
- 『公共経済学』東洋経済新報社 サピエンティア　2016
- 『健康の社会的決定要因 「つながり」と地域の重要性』岩波書店 2025

### 共編著
- 『日銀ウオッチング』岸本達士共著 日本経済新聞社 1996
- 『日本の所得分配 格差拡大と政策の役割』田近栄治,府川哲夫共編 東京大学出版会 2006
- 『公平性と政策対応』編 勁草書房 新しい日本型経済パラダイム グローバル化と人口減少下の持続可能経済 2007
- 『日本の社会保障政策 課題と改革』田近栄治, 府川哲夫共著 東京大学出版会 2014

## 論文
- ＜おしお たかし